# Cadra cautella
Cadra cautella es una especie  de lepidóptero ditrisio  de la familia Pyralidae que causa daños a muchas plantas de interés económico.

## Historia natural
C. cautella es una plaga importante en muchas plantas de interés económico: maíz, arroz, sorgo, mango, avena, granos de cacao, etc. Afecta a frutos almacenados y es bastante cosmopolita, se puede encontrar en zonas templadas y frías, desde casi toda Europa, Asia, algunos países americanos y hasta Australia y Tonga. Se suele confundir con Ephestia elutella.
Hospedadores primarios
Manihot esculenta, Arachis hypogaea, Avena sativa, Glycine max, Gossypium sp., Linum usitatissimum, Oryza sativa, Panicum miliaceum, Psidium guajava, Sesamum indicum, Sorghum sp., Theobroma cacao, Triticum sp. y Zea mays.
Hospedadores secundarios
Cenchrus americanus, Ficus carica, Helianthus annuus, Juglans regia, Mangifera indica, Myristica fragrans, Phoenix dactylifera, Prunus armeniac, Prunus dulci, Quassia simarouba, Secale cereale y Vigna unguiculata.
En productos infectados, se pueden observar adultos en las sacas, pero las larvas estarían dentro de la comida. También se puede observar alimento deteriorado y restos de los capullos. 

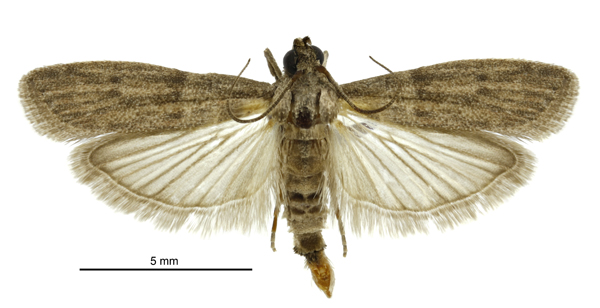
Ejemplar de adulto macho de Cadra cautella.

## Descripción[1]
Los huevos son amarillos y translúcidos con una textura externa característica. 
Las larvas tienen una longitud de 1,5 a 15 mm, son de color marrón claro con manchas marrones oscuras. Las pupas son marrones oscuras y se encuentran dentro de una caja pupal relativamente clara.
Los adultos poseen alas anteriores de color marrón grisáceo con manchas oscuras dispersas. Tanto las alas anteriores como las posteriores poseen una envergadura de 11 a 20 mm.
Después de la cópula las hembras dejan los huevos en el almacén de comida, los huevos eclosionan en unos 3 días a 30 °C y hay 5 estadios larvarios que en óptimas condiciones (32,5 °C, 70% HR) se completan en 22 días. En plagas graves, pueden depositar huevos en cualquier parte del almacén: esquinas, sitios entre sacas, etc. Se cree que la conducta dispersora se debe a una feromona secretada en las glándulas mandibulares. El adulto sale de la crisálida a la semana y el ciclo se completa al mes de la salida del huevo. Se han observado además estados de diapausa. La salida del capullo suele ocurrir por la tarde y hay una marcada periodicidad en su actividad de vuelo y su puesta de huevos, que muestran picos de actividad máxima al atardecer y mínima después del alba.

## Medios de dispersión
Con los medios de transporte actuales, la dispersión de la especie hoy día  puede ocurrir por medio de:
- Partes de la planta para el transporte o el comercio: 
  - Frutos o vainas: huevos, larvas o pupas que no se ven.
  - Raíces: huevos, larvas, pupas o adultos.
  - Semillas o grano: huevos, larvas, pupas o adultos.
- Otras partes: bulbos, leña, cortezas, etc.

## Control
Es muy importante la higiene, se debe eliminar cualquier fruto infectado.

### Control biológico
Habrobracon hebetor ha sido muy importante en los últimos años, antes los controles eran básicamente fumigaciones, hoy se prefieren métodos donde se integren tratamientos químicos y biológicos, para los que se necesitan buenas plantas para muestrear la cantidad de adultos, larvas y los depredadores que los eliminan. 
Enemigos naturales
La larva de C. cautella es parasitada sobre todo por Habrobracon hebetor, la bacteria Bacillus thuringiensis y un virus de granulosis. Los huevos constituyen el alimento principal de un ácaro predador, Blattisocius tarsalis.
Parasitoides
- Habrobracon hebetor, larvas
- Hocheria sp., larvas
- Trichogramma huevos
- Venturia canescens

Depredadores
- Amphibolus venator, larvas y pupas en India.
- Blattisocius tarsalis, larvas y pupas en muchas regiones.
- Plochionus pallens, larvas y pupas en Brasil.
- Xylocoris flavipes

Patógenos
- Bacillus thuringiensis
- Beauveria bassian

### Control químico
C. cautella es sensible a la fumigación en el almacén con: bromuro de metilo, fosfano y compuestos organofosforados, también técnicas de confusión con feromonas. Los machos adultos pueden capturarse con trampas donde se coloca la feromona femenina que los atrae causando la disrupción del apareamiento.